# Рингстед
Рингстед (дан. Ringsted) је значајан град у Данској, у источном делу државе. Град је у оквиру покрајине Сјеланд, где са околним насељима чини једну од општина, Општину Рингстед. Данас Рингстед има око 21 хиљаду становника у граду и око 33 хиљаде у у ширем градском подручју.

## Природни услови
Рингстед се налази у источном делу Данске. Од главног града Копенхагена, град је удаљен 65 километара југозападно. Положај града је повољан, на главном прилазу главном граду, па се град убрзано развија послдњих пар деценија.
Рељеф: Град Рингстед се налази у средишњем делу данског острва Сјеланд. Градско подручје је рвничарско. Надморска висина града креће се од 35-50 метара.
Клима: Клима у Рингстеду је умерено континентална са утицајем Атлантика и Голфске струје.
Воде: Рингстед се образовао у унутрашњости, без непосредног додира са већом водом. У оквиру града постоји пар сасвим малих језера.

## Историја
Подручје Рингстеда било је насељено још у доба праисторије. Насеље се први пут спомиње 1131. године. Насеље је добило права трговишта 1170. г.
И поред петогодишње окупације Данске (1940-45.) од стране Трећег рајха Рингстед и његово становништво нису много страдали.
Последњих деценија Рингстед је постао важно саобраћајно чвориште између Копенхагена и остатка Данске, па се почео брже развијати од већине градова сличне величине у Данској.

## Становништво
Данас Рингстед има око 21 хиљаду у градским границама и око 33 хиљаде са околним насељима.
Етнички састав: Становништво Рингстеда је до пре пар деценија било било готово искључиво етнички данско. И данас су етнички Данци значајна већина, али мали део становништва су скорашњи досељеници.

## Збирка слика
- Старо језгро Рингстеда
- Црква св. Бендта